# Elisa Maza
Elisa Maza, è un personaggio e la protagonista femminile della serie televisiva a cartoni animati Gargoyles - Il risveglio degli eroi realizzata dalla Disney e andata in onda dal 1994 al 1997.
In italiano è doppiata da Rossella Acerbo.

## Caratteristiche del personaggio
Elisa è il personaggio umano principale della serie; è una detective del dipartimento di polizia di New York che verrà a scoprire dell'esistenza dei gargoyles durante un'indagine su Xanatos; di mentalità aperta e positiva accetterà con facilità l'esistenza delle creature e si legherà a loro con naturalezza. Insieme ai gargoyles difenderà la città dai criminali e dalle minacce soprannaturali, divenendo a tutti gli effetti un membro del clan di Manhattan.
Elisa è di mentalità positiva, vispa, allegra ed intelligente; non si fa troppi problemi ad accettare i fenomeni paranormali e, nonostante lei dica di "non fidarsi mai di nessuno" come ogni detective che si rispetti, familiarizza facilmente con le persone. Non si lascia intimorire facilmente ed è portata per il dialogo e la mediazione; donna astuta e caparbia riesce con molta facilità a uscire dalle situazioni complicate e pensa sempre agli altri prima che a sé stessa.
Elisa crede fermamente nel sistema giudiziario e nella sua funzionalità e fa di tutto perché la giustizia prevalga.
Condivide un rapporto di profondo amore e rispetto per suo padre Peter Maza, che vede come un modello e di cui condivide fin da bambina il desiderio di entrare nella polizia; per via di questo suo rapporto con il padre viene apostrofata ironicamente dai fratelli come "la cocca di papà". Vuole molto bene a sua madre e spesso fa riferimenti a lei per indicare un esempio di brava persona, in un episodio ammette ad Angela di sperare di poter essere una brava madre come la sua lo è stata.
È molto affezionata ai fratelli Beth e Derek, e sarà (per la prima volta nella serie) ridotta al pianto quando questi sarà mutato da Xanatos in Talon; tuttavia sarà anche la prima ad accettare il suo nuovo aspetto e la sua nuova vita e i rapporti tra loro non cambieranno minimamente.
È molto amata e ben voluta da tutti i Gargoyle del clan, ma ha un rapporto speciale con Broadway; con il quale passa molto tempo e permette di assisterla durante le sue indagini.
Hudson si comporta con lei come una sorta di secondo padre e la ragazza lo considera come un mentore ed un amico fidato, cui si appella spesso per la sua grande saggezza.
Elisa e Golia hanno un rapporto particolare nella serie; inizialmente i loro atteggiamenti somigliano ad una sorta di flirt scherzoso, ma nessuno dei due pesa veramente all'altro come ad un potenziale compagno; ad ogni modo è evidente subito come Elisa si comporti diversamente con il gargoyle rispetto a tutti gli altri e come lui la degni di attenzioni particolari che prima di allora aveva mostrato solo per Dèmona; dopo che essa viene mutata in Gargoyle, Golia incomincia a rendersi conto della bellezza della donna ed essa capirà di essere attratta da Golia (le loro occhiate una volta ritornati al loro aspetto originale sono più che eloquienti). Da allora i rapporti tra i due diverranno abbastanza palesi e si evolveranno per tutta la serie fino all'episodio finale della seconda stagione in cui si dichiareranno i reciproci sentimenti sigillando il loro amore con un bacio.
Elisa diverrà una buona amica e confidente di Angela, sebbene a volte sembri quasi essere una "seconda madre" per la gargoyle.
Odia Xanatos e da tempo aspetta il momento opportuno per incastrarlo, sapendo delle sue attività criminali; il loro rapporto d'odio cresce andando avanti, ma nonostante tutti i torti, anche personali fattigli dall'uomo, lei non penserà mai a farsi giustizia da sola, preferendo aspettare che la legge faccia il suo corso.
La sua principale nemica è Dèmona, le due si odiano alla follia, ed anche se non detto esplicitamente è ovvio sia a causa della gelosia del reciproco rapporto con Golia. Elisa si rende conto che i due condividono ancora qualcosa di tenero e non lo sopporta; a sua volta Dèmona si rende conto dell'effettività del rapporto tra Elisa e Golia e lo disprezza.
Le loro liti sono spesso quasi infantili, tanto che arrivano perfino ad azzuffarsi in una lotta sexy nel parco cittadino; altro esempio è che Dèmona, tramutatasi in umana di fronte ad Elisa non esita a pavoneggiarsi del suo aspetto irritandola visibilmente, allo stesso modo Elisa, divenuta gargoyle si vanterà di fronte a Dèmona, soprattutto della neo-acquisita superforza. Il dettaglio interessante è che nonostante i loro atteggiamenti i dialoghi tra le due in quei momenti sono sempre seri.
Elisa ha un ottimo rapporto con tutti i suoi colleghi ed è molto stimata perfino dal suo capo Maria Chavez e dal partner Matt Bluensone.
Elisa è una donna alta e snella, con un fisico atletico e sensuale, un viso affascinante sormontato da due grandi occhi nocciola ed una gran massa di capelli scuri un po' mossi; è di carnagione scura e non porta mai del trucco tranne che nelle occasioni speciali. Indossa sempre dei vestiti molto semplici; solitamente porta un paio di jeans, una maglietta scura ed una giacca rossa, non si separa mai dalla sua pistola d'ordinanza; non indossa mai delle gonne salvo che quando ha un appuntamento e non usa mai i tacchi essendo già di suo molto longilinea.

## Biografia del personaggio

### Infanzia
Elisa Maza nasce a New York nel 1968 da Peter e Diane Maza; il primo pellerossa della tribù degli Hopi, la seconda di origini nigeriane, entrambi nazionalizzati statunitensi. Secondogenita della coppia dopo Beth Maza (di cinque anni più grande) fin da bambina si rivelò dotata di grande intelligenza, nonché di una notevole abilità ginnica; tanto da venire definita una bambina prodigio, suo padre lavorava come Sergente di polizia nel distretto 23 di NY, e lei lo ammirava molto per il suo lavoro, tanto da decidere fin dalla terza elementare che si sarebbe arruolata in polizia per proseguire la tradizione di famiglia che sua sorella Beth non era intenzionata a onorare, in favore della carriera medica.
Quando nacque suo fratello minore Derek (due anni più giovane) ne fu da sempre molto gelosa ed assunse spesso un atteggiamento iperprotettivo con lui, questo, unito al fatto che il padre la prediligesse in quanto simile a lui portò Derek ad avere complessi di inferiorità nei confronti della sorella ed iniziò a chiamarla "cocca di papà" dapprima con intento denigratorio, poi, maturando e rafforzando il loro legame d'affetto, solo in maniera ironica, come d'altronde fa anche la sorella.
Da adulta diviene una donna affascinante, ma predilige la carriera all'amore, e difatti finisce il liceo e l'università, andrà in accademia e diventa una poliziotta; a ventuno anni va a vivere da sola in un appartamento a SoHo, quartiere di Manhattan, assieme alla sua gattina (allora di poco più che tre mesi) Kelly.
Elisa farà la tranquilla vita della sigle per gli anni successivi, salvo pochi rapporti occasionali e farà anche carriera nel corpo di polizia, contraddistinguendosi per i metodi autonomi e per la maniera di agire spesso senza permessi ufficiali ma anche per i grandi risultati ottenuti, per anni riuscirà a convincere il suo principale di non avere bisogno di partner.
Nel 1994, quando inizia la serie, Elisa è stata da poco promossa a Detective di secondo grado del 23º distretto di New York.

### Prima serie
Una sera, durante la pattuglia si troverà ad osservare la pioggia di detriti venuta dall'Eyrie Building (causata dal primo scontro tra Golia e dei mercenari di Xanatos), insospettita dal rumore degli spari deciderà di indagare e penetrerà nel palazzo arrivando fino al vecchio castello Wywern, fatto importare dal miliardario fin dalla Scozia, qui aggirandosi furtiva nel palazzo si imbatterà in Bronx e in Golia, intimidita farà un passo falso all'indietro e precipiterà, sarà il gargoyle a gettarsi per prenderla al volo finendo sul tetto di un altro palazzo, inizialmente Elisa cercherà di parlare alla creatura come se fosse un animale, ma quando capirà che è in grado di parlare discorrerà dandogli del "lei"; il guerriero la riporterà sulla sommità del castello e qui, conoscerà gli altri gargoyles e farà amicizia con loro. In seguito le creature le chiederanno di esporlgli i pericoli del nuovo mondo, e lei, comprendendo la loro vera natura accetterà.
È in seguito ad un discorso con lei che Hudson sceglierà il suo nome, cosa che poi spingerà anche gli altri a usarne uno.
Mostrerà poi a Golia i pericoli e le innovazioni del ventesimo secolo; i due vivranno poi una disavventura al Central Park quando saranno aggrediti dalle truppe di Xanatos, l'inseguimento si protrarrà fino al giorno seguente e quando Golia si pietrificherà alla luce del sole, sarà proprio Elisa a disfarsi degli inseguitori, salvando così la vita al gargoyle.
In seguito, dopo che Xanatos ha sfruttato lui e il suo clan per l'attacco al dirigibile di una compagnia rivale, Golia si rivolgerà proprio ad Elisa, scoprendo da lei della vera natura di Xanatos e ribellandovisi. Dopo l'arresto dell'uomo Elisa diverrà la migliore amica umana dei gargoyle; e le creature l'aiuteranno nello svolgere il suo lavoro in più di un'occasione.
Assieme ai suoi nuovi amici la donna affronterà spesso le minacce costituite da Dèmona, Macbeth, Xanatos, il Branco e Pietrafredda.
Poco tempo dopo il suo primo incontro con i gargoyle, avrà un incidente causato dalla goffaggine di Broadway, il quale giocando con la sua pistola la ferirà accidentalmente mandandola all'ospedale; la loro amicizia non ne rimarrà però minimamente intaccata, anzi si rafforzerà, tanto che da allora il gargoyle inizierà a nutrire la sua tipica ostilità alle armi e ad aiutare la detective ogni volta che gli è possibile.
In seguito a ciò comunque Elisa rimarrà a lungo fuori servizio ed userà le stampelle. Inoltre il suo capo Maria Chavez, le affiderà un compagno in via definitiva poiché preoccupata per il suo "miglior agente", da allora Elisa inizierà a lavorare col detective Matt Blueston, con quale all'inizio non andrà molto d'accordo ma infine ne diverrà una buona amica.
Incomincerà inoltre a nutrire attrazione per Golia e un odio più "personale" per Dèmona.
Quando vivere nel castello diverrà troppo pericoloso, la poliziotta troverà un nuovo posto dove i gargoyle potranno dormire durante il giorno, la torre dell'orologio del distretto 23, luogo in cui lavora; tale sistemazione, oltre a tenerli al sicuro, consente alla poliziotta di fargli visita regolarmente.

### Seconda serie
Nella seconda serie, avrà un battibecco con suo fratello quando questo andrà a lavorare per Xanatos, e da allora inizierà a tenerlo d'occhio, trovandosi coinvolta in un attentato a Xanatos che sarà sventato grazie ai Gagoyles, di cui dunque il fratello scoprirà l'esistenza; rassegnatasi all'idea di chiedergli di lasciare il suo lavoro col miliardario, chiederà almeno al fratello di fare attenzione, sperando che non gli succeda nulla.
Le sue speranze però sono vane; suo fratello viene mutato da Xanatos e Sevarius e diviene Talon; da quel momento la "guerra" tra lei e Xanatos diverrà personale, e alla fine dell'episodio la si può vedere piangere per la prima volta.
Nel 5 episodio della seconda serie, Elisa viene tramutata in una gargoyle da Puck e Dèmona (avendo dunque modo di affrontare per la prima volta ad armi pari la sua rivale); questa temporanea mutazione aiuterà lei e Golia a comprendere i reciproci sentimenti, l'episodio ci dà modo di vederli, entrambi gargoyle, a parti invertite (Elisa Gargoyle e Golia umano) e, brevemente entrambi umani.
Tuttavia sono entrambi troppo spaventati da questi sentimenti e dall'appartenere a due razze diverse, e decidono di rimanere solo buoni amici.
In seguito la possiamo vedere per la prima volta sotto copertura con l'alias di Salli per poter smascherare i traffici di Tony Dracon.
Sarà in seguito portata su Avalon da Tom insieme a Golia e Bronx, qui darà il suo aiuto nella battaglia con l'Arcimago e assisterà al ricongiungimento tra Golia e sua figlia Angela, di cui diverrà una grande amica.
Assieme alla ritrovata figlia del gargoyle, il gruppo partirà poi diretto nuovamente verso casa intraprendendo un lungo giro per il mondo. Sarà proprio Elisa a proteggere i suoi compagni durante il giorno quando questi sono di pietra. Tra le tappe più significative ci sono:
La Nigeria: sua terra madre, dove incontra la sua famiglia (li in vacanza ed in visita alla sorella Beth, che invece vi risiede) e rivela loro dell'esistenza dei gargoyles presentandoglieli.
La Norvegia: Dove verrà rapita da Odino e per salvarla Golia farà ricorso al potere dell'Occhio magico, di cui Odino ne è il legittimo proprietario.
Il Giappone: Terra da lei amata in cui emergono i dettagli sulla sua passione per arti marziali e Yoga.
New Olimpians: Terra abitata da creature mitologiche avverse agli umani, qui la poliziotta riscatterà la sua specie agli occhi del misterioso popolo, dopo aver aiutato a sconfiggere il perfido mutaforma Protheus.
Infine, per quanto si sia divertita durante il viaggio, alla fine sarà felice di ritornare a casa, rivedere gli altri e riprendere servizio nel dipartimento.
Poco dopo il suo ritorno, dato che Matt è stato assegnato ad un'indagine privata, le verrà assegnato come nuovo partner l'affascinante detective Jason Canmore (in realtà uno dei Cacciatori di Gargoyles), la donna nutrirà subito una certa attrazione per lui ed i due finiranno per innamorarsi reciprocamente; tuttavia dopo il loro primo bacio (tra l'altro visto da Golia che li spiava in segreto) lei capirà di essere troppo innamorata del gargoyle per pensare a qualcun altro e dirà a Jason semplicemente che c'è un'altra persona ma le è impossibile stare con lui; ferendo profondamente Golia, che origliava.
Dopo la battaglia con gli ultimi Cacciatori, che tra le tante cose ha provocato la distruzione della torre dell'orologio del distretto 23, i gargoyle trovano una nuova casa grazie all'aiuto di Xanatos, il quale decide di ringraziarli per aver salvato il figlio permettendogli di ritornare al castello; in seguito a ciò anche Elisa si riappacifica con lui, sebbene sarà sempre sfiduciota della sua "buonafede", conoscendolo ormai da oltre un anno.
Dopo lo scontro con i Canmore, Elisa comprende quanto è legata a Golia e viceversa, i due nell'ultimo episodio della serie si rivelano i reciproci sentimenti e si scambiano un lungo bacio sulla torre del castello Wyvern, il quale dura fino all'alba ed alla pietrificazione di lui.

### The Goliath Chronicles
Nella terza serie possiamo finalmente vedere i due come coppia, il clima tuttavia non è dei migliori, i cacciatori hanno infatti rivelato al mondo intero la loro esistenza e John Canmore (fratello di Jason) ha ora cambiato nome in John Castaway ed è divenuto il leader di un KKK anti-gargoyle, per di più legale e con autorità superiore a quella della polizia.
Nonostante ciò i due riescono a rafforzare il loro legame nonostante le avversità ed a continuare assieme ai compagni a difendere la città; nonostante il suo ruolo di poliziotta Elisa prenderà le difese dei gargoyle più volte anche in discussioni pubbliche o di fronte alle telecamere; attirando a sé l'odio di Castaway.
Aiuterà Golia durante il suo processo; da cui tra l'altro uscirà vincitore; ed appoggerà l'idea di Broadway di fare un'intervista a un talk-show.
Quando alla fine della serie gli umani accetteranno i gargoyle, non come mostri ma come protettori ed il regime di Castaway verrà spezzato; il suo rapporto con Golia potrà finalmente uscire allo scoperto.

### I fumetti prodotti dalla SLG
La situazione per il clan di Manhattan ora è davvero drammatica. Tutta New York sa della loro esistenza per colpa dei cacciatori e Jon Canmore, che nel frattempo ha cambiato il suo nome in John Castaway, ha fondato con il consenso del governo una squadra di cacciatori, gli anti-gargoyle, pronti per sterminare le creature della notte. Golia e il suo clan, intanto, non hanno avuto altra scelta che rifugiarsi nel loro castello che ora è la casa di uno dei loro peggiori nemici, Xanatos. Anche se infatti si sono ultimamente aiutati a vicenda, non sarebbe bene fidarsi di lui, conoscendolo ormai molto bene. Golia sconvolto per tutto ciò decide una notte di andare a cercare conforto da Elisa. Ma dopo vengono attaccati da una milizia di cacciatori guidati da Castaway; Golia viene gravemente ferito ad un'ala e lui ed Elisa scappano balzando da un palazzo a un altro arrivando alla torre dell'orologio ormai distrutta e rifugiandovisi. E mentre sono là dentro riescono a metter K.O. tutti i nemici ma Castaway ha la meglio su di loro armato di un martello elettrico. Sembra arrivata la fine per Elisa e Golia quando Vinnie Grigori, non approvando i modi violenti del suo capo, lo ferma e Golia vince Castaway che poi fugge con un elicottero giurando vendetta.
Tempo dopo arriva la festa di Halloween e Xanatos decide di inaugurare una festa nel castello. Elisa, intanto, va a trovare Jason Canmore in ospedale, ormai condannato alla sedia a rotelle per colpa di suo fratello. Mentre parlano Jason cerca di far ragionare Elisa sulla decisione che lei ha preso, fidanzarsi con Golia; l'ex cacciatore cerca di ricordare alla ragazza che lei e Golia appartengono a razze diverse e che non potranno avere mai un futuro. Riflettendo su ciò Elisa decide di parlare con Golia e di rompere la relazione. Golia con il cuore spezzato, poco dopo, va al covo di Talon a invitate Delilah alla festa di Halloween come compagna di ballo (ciò è stato suggerito da Elisa a Golia); Elisa intanto convince Morgan a essere suo compagno di ballo per la festa; la ragazza si travestirà nel personaggio Disney Jasmine. Più tardi alla sera durante la festa Golia coglie un attimo per parlare con Elisa in privato fuori dalla sala da ballo sul problema della loro relazione. Ma vengono poi attaccati dal malvagio Ailog che ha radunato dalla sua parte i cloni ed è venuto nel castello per reclamare Delilah, dopodiché ferisce con un pugnale nascosto Golia all'addome gravemente. Owen Burnett accortosi della situazione interviene solo però per avvertire che se lui e gli altri gargoyle rovineranno la festa a fermarli ci penseranno le guardie di Xanatos armati fino ai denti; il resto del clan di Manhattan non vedendo Golia e Elisa preoccupati vanno fuori a cercarli per poi iniziare con i cloni una furiosa battaglia. Nella zuffa Ailog ferisce con altri pugnali nascosti tutti gli amici di Golia inclusa sua figlia Angela, Bronx e la stessa Elisa, ed era questo lì obiettivo di Ailog prelevare del DNA al clan di Manhattan per i suoi loschi scopi. Arriva poi Delilah che ferma lo scontro ma decide di non allearsi con Ailog e di tornare al covo di Talon, e gli altri cloni decidono di seguirla ad eccezione di Brentwood che si allea con Ailog. Il dott. Sato che era tra gli invitati cura le ferite del clan e in questo momento Elisa e Golia comprendono fino in fondo i sentimenti che provano l'uno per l'altra e decidono di rimettersi insieme.
Poco tempo dopo, dopo l'avventura di Hudson e Lexington con il clan di Londra, il ritorno di Brooklyn dal suo lungo viaggio nel tempo insieme alla sua famiglia e la ricongiunzione di Pietrafredda e la sua compagna nel clan di Manhattan, Elisa, Golia e gli altri gargoyle vanno tutti insieme a Times Square a fermare il Branco.
E qui si conclude la prima serie del seguito a fumetti della serie TV.

## Poteri e abilità
Elisa è una normale essere umana e non possiede alcuna abilità sovrumana o superumana; tuttavia è fisicamente e mentalmente dotata di capacità che vanno al di sopra della norma di un comune umano; è un'esperta di arti marziali ed una ginnasta di altissimo livello; può affrontare disarmata anche più avversari armati contemporaneamente ed è in grado di usare la forza del suo nemico e suo vantaggio. È in grado di compiere balzi di incredibile altezza; inoltre conosce e sfrutta alla perfezione gli tsubo avversari per costringerli a mollare la presa su un'arma.
Con le armi da fuoco è dotata di una mira incredibile e, nonostante nella serie la si veda usare solo la sua fidata Magnum, è in realtà abbastanza ovvio possa usare qualunque arma da fuoco, dato che spesso si appropria di armi laser o pistole appartenenti ad altri nemici e gliele punta contro impugnandole con estrema destrezza; inoltre essendo una poliziotta addestrata ha sicuramente avuto a che fare con più di un tipo d'arma da fuoco al poligono di tiro.
Nonostante sia una poliziotta, Elisa si dimostra anche (paradossalmente) una scassinatrice di prim'ordine; perfettamente capace di introdursi in qualunque struttura forzando cancelli, porte, ascensori e perfino celle o sistemi di sicurezza.
Elisa ha anche delle discrete (e forse innate) conoscenze d'escapologia; è infatti in grado di liberarsi senza problemi da corde, manette, catene e perfino di evadere di prigione; come visto a New Olympias.
Quando viene brevemente tramutata in gargoyle da Dèmona e Puck, inoltre impara in brevissimo tempo a scalare le superfici con gli artigli ed a planare sulle correnti d'aria; inoltre mostra di abituarsi velocemente alle nuove ali ed a sfruttare le sue nuove caratteristiche fisiche sovrumane combattendo Dèmona; tutto ciò non è per nulla facile, dato che perfino un gargoyle vero ci mette molto per imparare a sfruttare la sua forza e ad usare le ali.
Infine, Elisa è un'abilissima Detective, dotata di un formidabile intuito investigativo e di capacità intellettive straordinarie; ed è perfino un'ottima insegnante, dato che questa sua dote la trasmette sia a Broadway che a Golia.

## Curiosità
- Greg Weisman ha annunciato che in futuro, Elisa e Golia adotteranno un bambino, Nicholas Natsilane Maza.
- Usa spesso l'alias di Salli quando agisce sotto copertura. Riferimento alla sua doppiatrice originale: Salli Richardson.
- Da giovane ha praticato le arti marziali diventando cintura nera di Judo.
- Elisa è anche una brava cuoca ed un'eccellente ballerina, si è visto rispettivamente nel sesto episodio della prima serie e nel settimo della seconda.
- È il primo essere umano ad aver avuto una relazione con un gargoyle.